# آنخل پرودنسیو
آنخل پرودنسیو (انگلیسی: Ángel Prudencio؛ زادهٔ ۱۳ اکتبر ۱۹۹۰) بازیکن فوتبال اهل آرژانتین است.